# Kirjat Mockin (stacja kolejowa)
Stacja kolejowa Kirjat Mockin (hebr.: תחנת הרכבת קריית מוצקין) – jest stacją kolejową w mieście Kirjat Mockin, w Izraelu. Jest obsługiwana przez Rakewet Jisra’el.

Stacja znajduje się w zachodniej części miasta Kirjat Mockin. Dworzec jest przystosowany dla osób niepełnosprawnych.

## Połączenia
Pociągi z Kirjat Mockin jadą do Naharijji, Hajfy, Tel Awiwu, Lod, Modi’in, Rechowot, Aszkelonu i Beer Szewy.